# Ružiná (vodní nádrž)

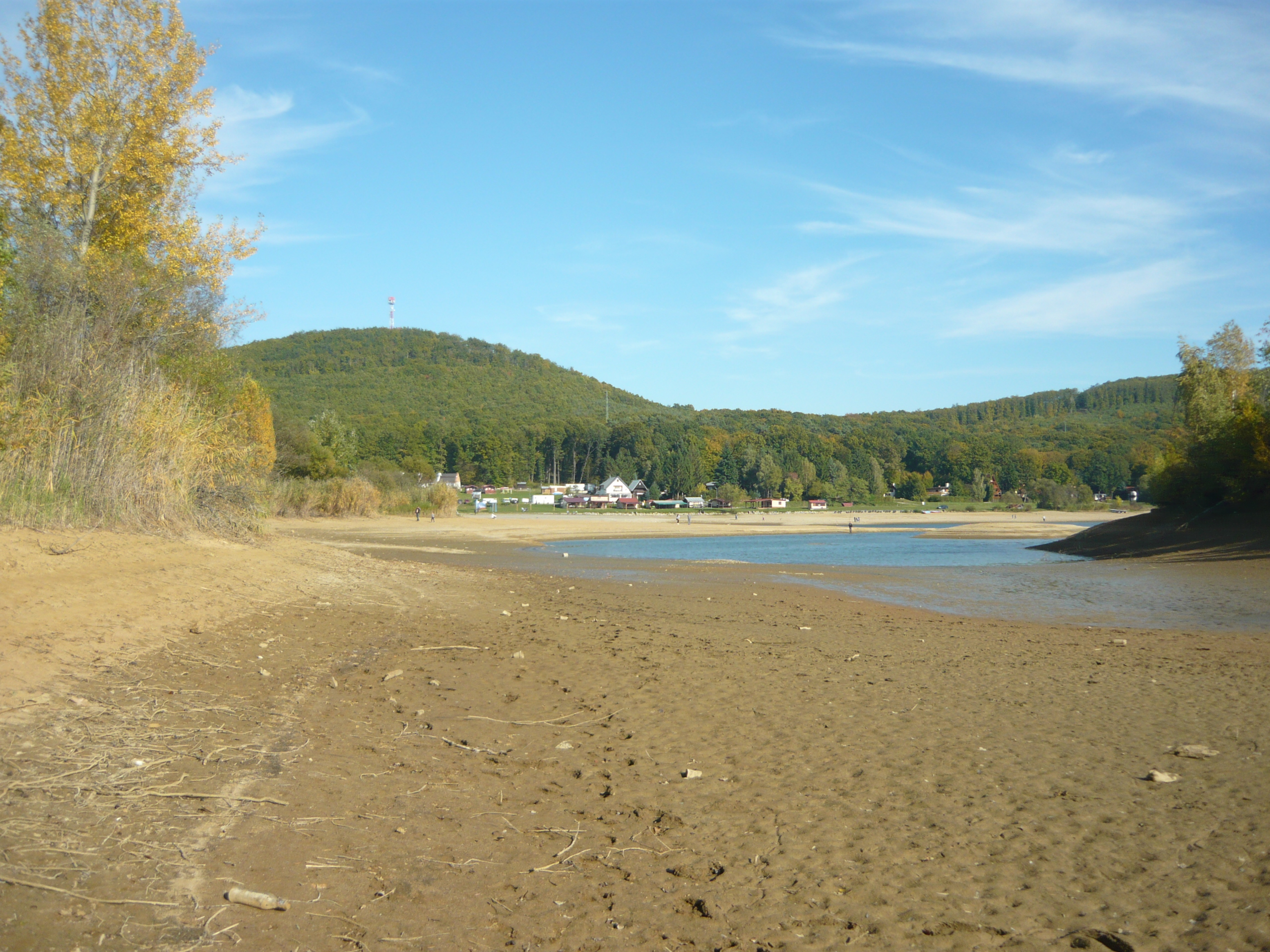
Pohled od ostrova na pláž, na Divinské straně přehrady Ružiná. (12.10. 2019)

Ružiná je vodní nádrž nacházející se v severní části Lučenské kotliny na Budínském potoku, v katastrálních územích obcí Divín a Ružiná, v okrese Lučenec. Vodní nádrž se využívá od jejího vzniku prioritně na sportovně-rekreační účely. Pro malebné okolí a klid byla VN Ružiná již brzy po jejím zprovoznění navštěvovaná zahraničními návštěvníky z Česka, Maďarska, či Německa.

## Technické parametry
Vodní nádrž Ružiná je vybudována na Budínském potoce v říčním kilometru 1,7. Výstavba přehrady byla zahájena v roce 1969, dobudována byla v roce 1973. Minimální rozloha je 45 ha, maximální 170 ha. Levostranné břehy přehrady přecházejí do Divinského háje s nadmořskou výškou 385 m n. m. Maximální hladina byla poprvé dosažena v roce 1977. Nádrž zásobuje i Krivánsky potok, potrubím z nádrže Mýtna v délce 4,4 km. Vodní nádrž má tvar asymetrického údolí s relativně mírnějším pravým a strmějším levým břehem. Hlavním účelem vodní nádrže je vyrovnávání nerovnoměrných průtoků Budínského a Krivánského potoka. Vodní nádrž Ružiná je prohlášena za rybářský revír, jako mimopstruhová voda.
Začátkem září 2019 se začala vodní nádrž Ružiná vypouštět kvůli rekonstrukci tělesa hráze a mechanismu vypouštění vody z nádrže. Rekonstrukce a opětovné napuštění nádrže se odhaduje na tři až šest let.

## Rostlinsto a živočišstvo
Vodní nádrž Ružiná je hnízdištěm mnoha chráněných druhů vodního ptactva. Na dně přehrady žije velká populace sladkovodních mlžů velevrubů malířských (Unio pictorum) a škeblí říčních (Anodonta anatina). V okolí vodní nádrže se nacházejí přírodní rezervace Ružinské jelšiny a Príbrežie Ružinej.